# Budic de Nantes
Budic de Nantes fou comte de Nantes de 1004 a 1038. Fill del comte Judicael de Nantes. Va regnar fins vers 1010 sota l'estreta vigilància del bisbe de Nantes Gaultier II (1005-1041) qui havia estat nomenat pel comte de Rennes Geoffroi I de Bretanya.
Va aprofitar una peregrinació del bisbe a Terra Santa per apoderar-se dels béns episcopals i destruir el castell del prelat. De tornada el bisbe va reclamar la intervenció del comte de Rennes i Budic va haver de demanar ajut al comte Folc III d'Anjou el que li va suposar la pèrdua dels territoris del seu comtat al sud del riu Loira.
Després d'un darrer conflicte el 1033 amb el comte de Rennes Alan III, Budic va retornar a la fidelitat al comte i duc.
De la seva esposa de nom Havoisa va deixar tre fill:
- Mataties[1]
- Maties I de Nantes
- Budic